# تارسيسيو أجوادو
تارسيسيو أجوادو (بالإسبانية: Tarsicio Aguado)‏ (16 أكتوبر 1994 في إسبانيا - ) هو لاعب كرة قدم إسباني في مركز الوسط. لعب مع ريال سرقسطة وDeportivo Aragón ‏.

## روابط خارجية
- تارسيسيو أجوادو على موقع قاعدة بيانات كرة القدم.إي يو (الإنجليزية)
- تارسيسيو أجوادو على موقع Soccerway.com (الإنجليزية)
- تارسيسيو أجوادو على موقع عالم كرة القدم.نت (الإنجليزية)
- تارسيسيو أجوادو على موقع AS.com (الإسبانية)